# Desmia pantalis
Desmia pantalis là một loài bướm đêm trong họ Crambidae.